# The Salt Lake Tribune

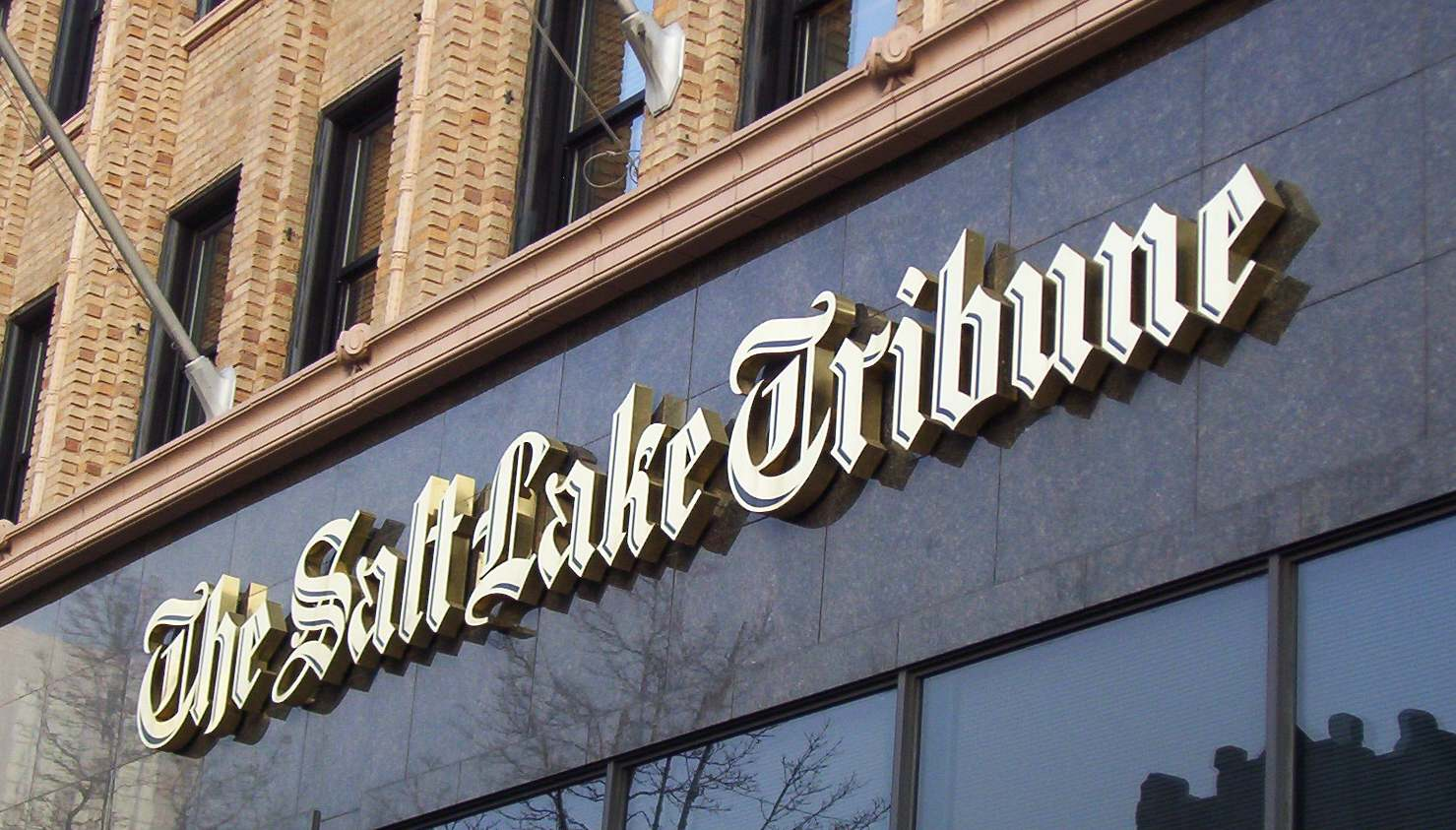
Tidningens logotyp på Tribune Building i Salt Lake City.

The Salt Lake Tribune är en amerikansk dagstidning, grundad 1871 i Salt Lake City som Mormon Tribune. Efter ett år ändrades namnet till Salt Lake Daily Tribune and Utah Mining Gazette. En kort tid därefter antogs det nuvarande namnet.
Tidningens grundare var motståndare till de ekonomiska och politiska ståndpunkter som Jesu Kristi Kyrka av Sista Dagars Heliga då företrädde. Tidningen var under de tidiga åren speciellt kritisk mot kyrkans dåvarande president Brigham Young.
Senator Thomas Kearns köpte tidningen 1901 tillsammans med en affärspartner. Kearns, som själv var katolik, ville förbättra tidningens förhållande till Mormonkyrkans ledning. Tidningens förhållande till Utahs mest betydande kyrka förbättrades avsevärt.
I dag är The Salt Lake Tribune den största dagstidningen i Salt Lake City.